# Silberlinge
Le Silberlinge (letteralmente: «piccole d'argento»), ufficialmente denominate n-Wagen («carrozze tipo n»), sono una serie di carrozze passeggeri delle ferrovie tedesche dedicate al trasporto vicinale.
Furono costruite in circa 5 000 esemplari dal 1959 al 1980, come evoluzione delle carrozze yl. Sono particolarmente note per le loro fiancate in acciaio inossidabile non verniciato.